# Thixoforming
Thixoforming, auch bekannt als Thixoverfahren, Thixocasting und Semi-Solid Metal Casting (SSM), ist ein Urformverfahren in der Metallverarbeitung, das die Vorteile des Gießens und Schmiedens vereint.
Die zu verarbeitende Legierung wird bis zur Übergangstemperatur zwischen fest und flüssig erhitzt. An dieser Schwelle, die je nach Material nur wenige Zehntel Kelvin beträgt, ist der thixotrope Zustand erreicht. Ziel ist eine Mikrostruktur, in der feinverteilte, kristallisierte Bestandteile in zusammenhängende Schmelzbereiche eingebettet sind. Neben der genauen Temperaturregelung werden in der Industrie meist chemische Kornfeinungsverfahren und das elektromagnetische Rühren angewandt.
Im thixotropen Zustand verringert sich die Viskosität des Materials unter Einwirkung von Scherkräften. Das knetmasseartige Metall lässt sich so mit geringen Drücken sehr präzise in Formen pressen.

## Verfahren
Beim Thixomolding wird eine Magnesium- oder Aluminiumlegierung mit einer Schnecke im Spritzgussverfahren in eine Gussform befördert. Im Gegensatz zum Druckguss kann im Werkzeug ein Heißkanal eingesetzt werden, wodurch Zykluszeit, Materialeinsatz und Fließwege reduziert und Bauteilqualität und Eigenschaften verbessert werden. Auch Zweifach-Heißkanalsysteme sind bereits im Einsatz, um insbesondere bei größeren Strukturbauteilen die benötigte Maschinengröße zu reduzieren.
Grenzen der Verfahrensanwendung bestehen in der Maschinengröße, speziell in der Größe der Schnecke, in der das Granulat plastifiziert wird. Die Beschränkung ist durch die begrenzte Wärmezufuhr über die Heizbänder gegeben. Die größten Maschinen liegen in der Größenordnung von 10 Meganewton (MN) Schließkraft für etwa 1800 cm³ Gussmasse (3,2 kg Schussgewicht).
Beim Thixoschmieden wird das manipulierbare Rohteil in einem Gesenk in seine Endform gepresst, die Krafteinleitung erfolgt über die gesamte Formoberfläche. Es werden auch die Verfahren Thixoquerfließpressen und Thixostrangpressen angewandt.
Gegenüber traditionellen Gussverfahren sind thixotrope Schmelzen homogener. Die gefertigten Teile zeichnen sich durch geringere Schwindung bei gleichzeitig höherer Zähigkeit aus. Vergleichbare Eigenschaften lassen sich zwar durch Schmieden erzielen, dabei jedoch nur in vergleichsweise groben Formen. Ein Vorteil liegt auch darin, dass deutlich geringere Wandstärken erzielbar sind: 1 mm bei kleineren Bauteilen gegenüber 2–3 mm bei Druckgussverfahren.

## Anwendungen
Thixoforming ist vor allem in der Verarbeitung von Aluminium- und Magnesiumlegierungen verbreitet, gewinnt aber auch in der Stahlverarbeitung zunehmend an Bedeutung. Primäre Anwendungsgebiete liegen bisher in der Herstellung von Fahrwerksteilen (zum Beispiel Radaufhängungen und Zylinderdeckel) und druckdichten Teilen. Thixoverfahren eignen sich besonders für den Leichtbau. Seit den 1990er Jahren findet das Verfahren vor allem bei asiatischen Produzenten bei der Herstellung von Handyschalen oder Kameragehäusen Anwendung. Weltgrößter Hersteller von Thixoforming-Maschinen ist Japan Steel Works. Mit der immer stärkeren Forderung nach konsequentem Leichtbau in der Automobilindustrie gewinnt vor allem das Magnesium Thixomolding an Bedeutung. In Europa gibt es bisher nur wenige Anbieter, die sich auf das Verfahren für die Automobilindustrie spezialisiert haben. Folgende Bauteile sind potentielle Anwendungen für Thixomolding:
- Sitzkomponenten (Lehne, Sitzrahmen)
- Lenkräder und Lenkstockaufnahme
- Elemente von Cabriolet-Verdecken
- Elektronikgehäuse und Displaygehäuse
- Zylinderkopfdeckel
- Mittelkonsolträger und Instrumententräger.

Da die mechanischen Eigenschaften von Thixomolding-Bauteilen jenen von Druckgussteilen überlegen sind, sind neue Einsatzbereiche für Magnesium möglich.